# Радис
Радис (нем. Radis) — община в Германии, в земле Саксония-Анхальт, входит в район Виттенберг, и подчиняется городскому округу Кемберг.
Население составляет 1280 человек (на 31 декабря 2008 года). Занимает площадь 19,82 км².

## История
Первое упоминание о поселении относится к 1378 году.
1 января 2010 года Радис, вместе с другими близлежащими поселениями, были объединены в городской округ Кемберг, а управление Кемберг было упразднено.

## Известные уроженцы
- Круг, Вильгельм Траугот (1770—1842) — философ и писатель.
- Галле, Иоганн Готтфрид (1812—1910) — астроном, открыватель Нептуна.

## Галерея

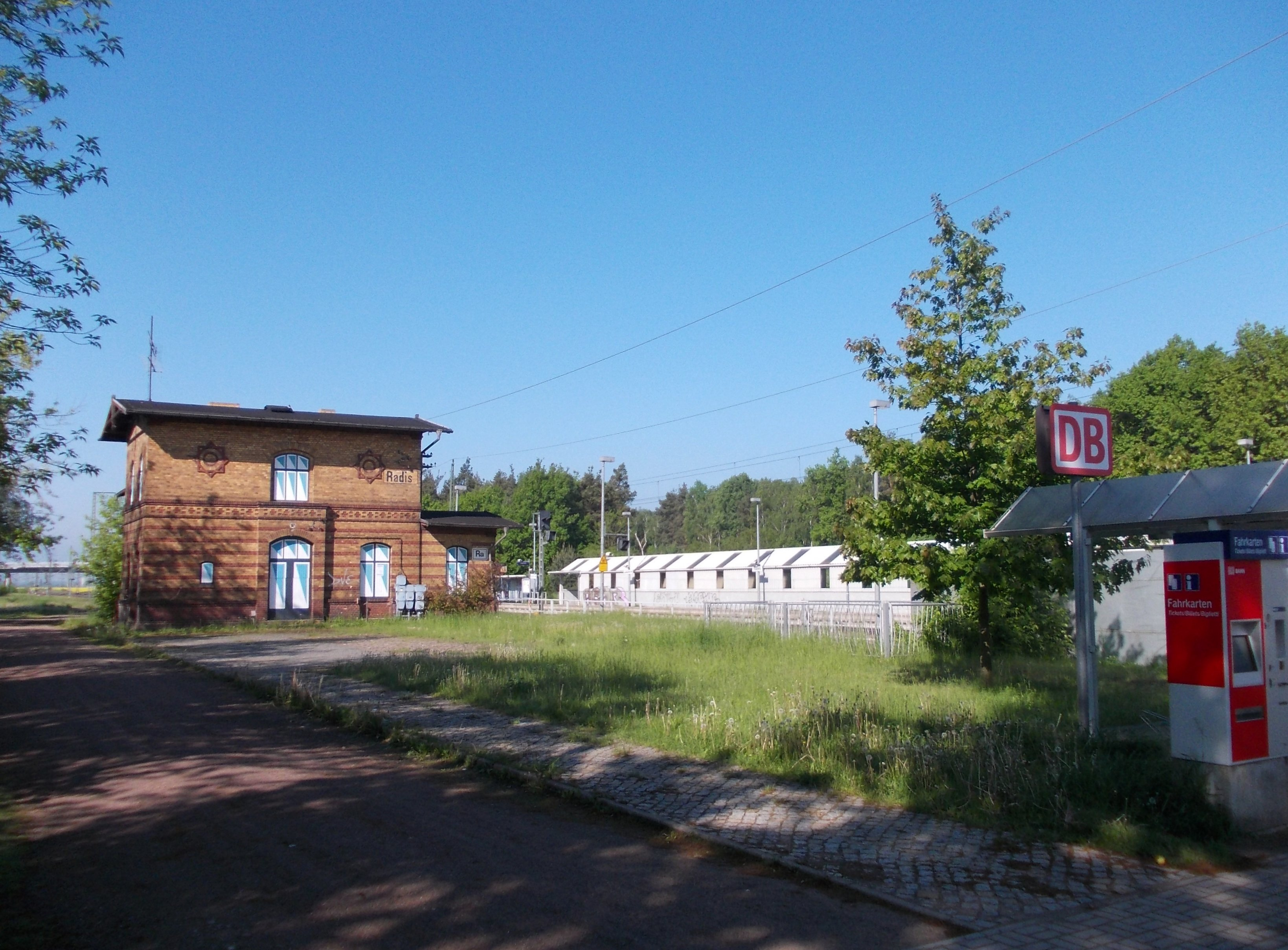
Ж/д станция Радиса
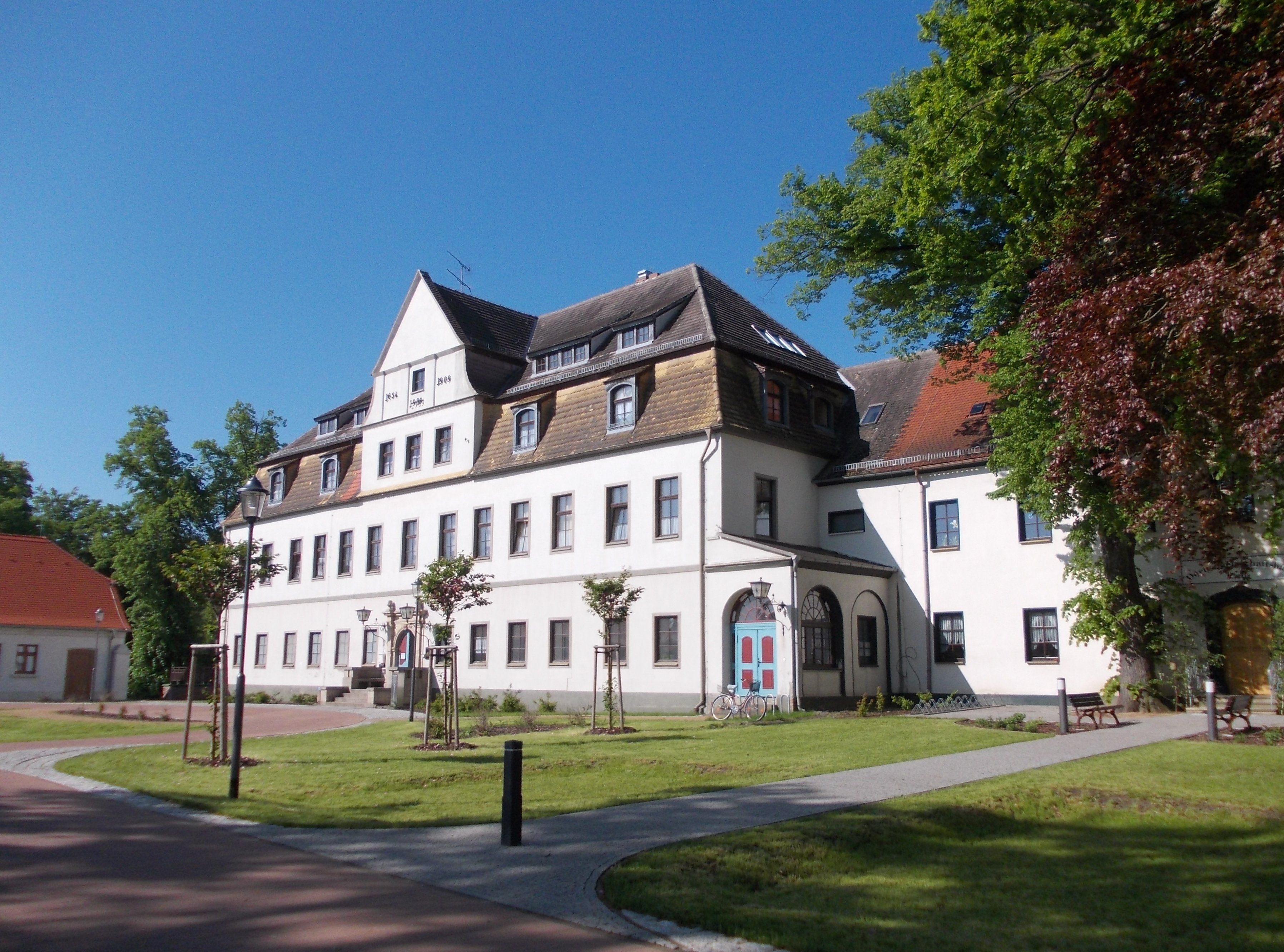
Бывшая усадьба, ныне — хостел
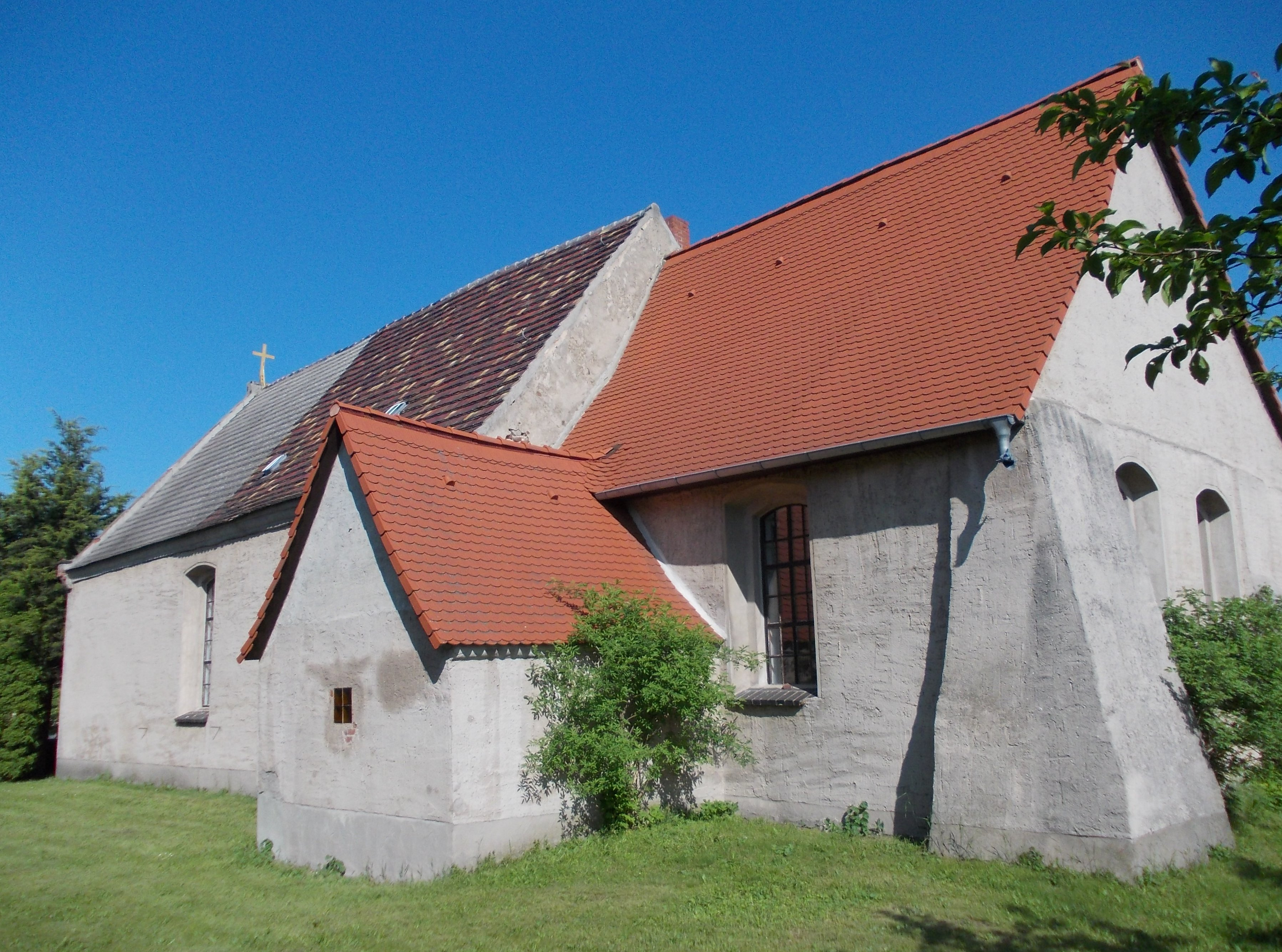
Церковь Радиса
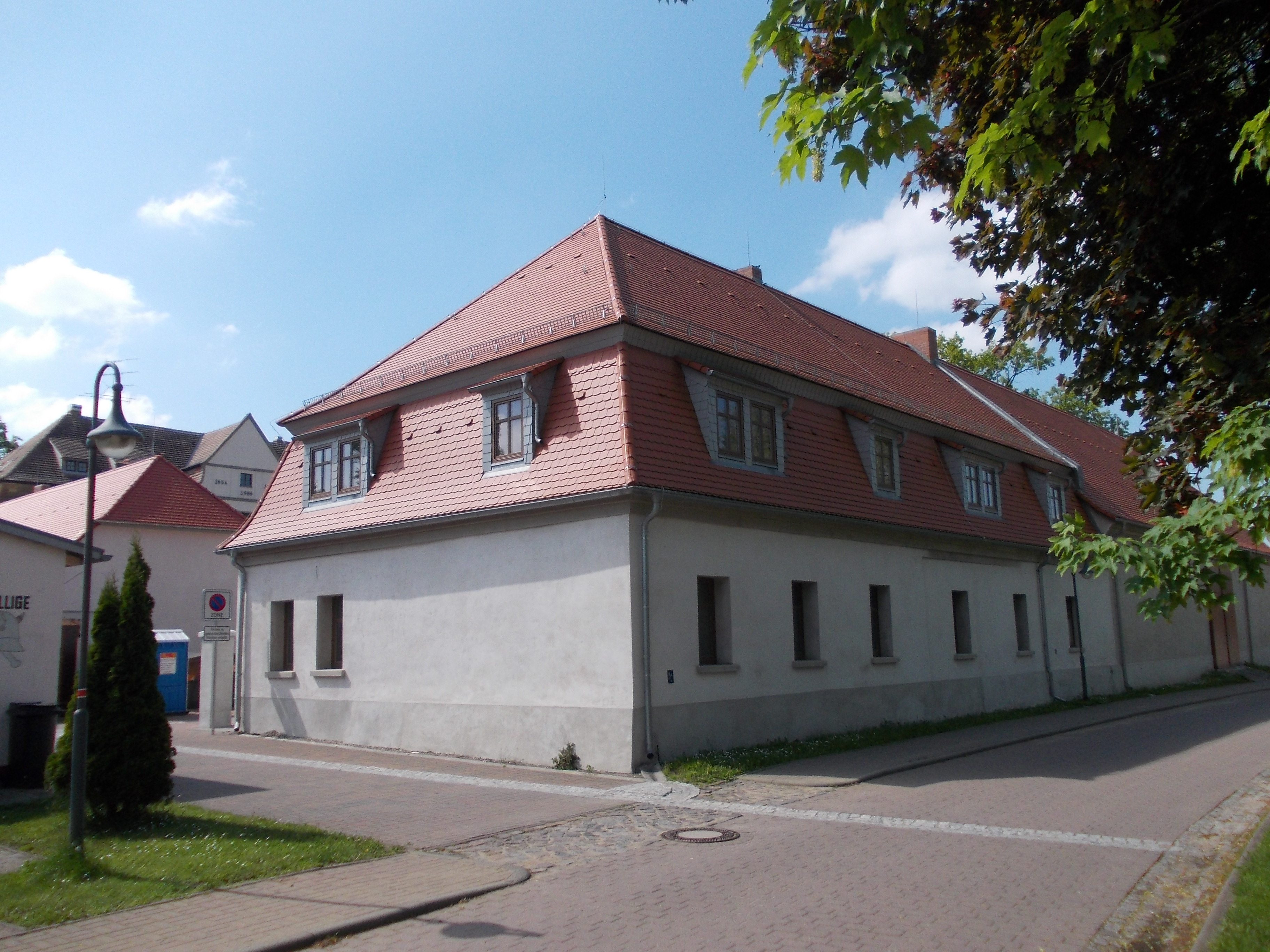
Городской дом